# 文芸
文芸（1921年—2006年），湖北红安人，中华人民共和国政治人物。
担任浙江省妇联副主任、主任、省委妇委书记。1954年，当选第一届全国人民代表大会代表。